# Julio Olarticoechea
Julio Jorge Olarticoechea (Saladillo, Provincia de Buenos Aires, 18 de octubre de 1958), alias Vasco, es un exfutbolista argentino y exdirector de la selección de fútbol de Argentina, que se presentó en los Juegos Olímpicos de Río de Janeiro 2016.

## Trayectoria en clubes
Olarticoechea fue jugador profesional durante 17 años, integrando tres de los cinco grandes del fútbol argentino (Boca, Racing y River). Luego jugó en el Nantes de Francia, en Argentinos Juniors, de nuevo en Racing y en Deportivo Mandiyú. Es uno de los 30 futbolistas con más partidos jugados en la Primera División de Argentina (466 partidos). Tiene más de 600 partidos jugados en toda su trayectoria. Fue convocado a la Selección Argentina, formando parte de los planteles de 1982, 1986 y 1990. Se lo recuerda especialmente por la salvada en la línea de gol con la nuca en el histórico partido contra Inglaterra en el Mundial de 1986 la cual fue llamada el Nucazo de Dios, en alusión a la Mano de Dios realizada por Diego Maradona en ese mismo partido.
El "Vasco", como lo conocían, era un jugador polifuncional que se acomodaba a las decisiones del técnico. De gran personalidad fuerte, rápido y con una gran disciplina táctica para la marca, su puesto natural era el de lateral por la izquierda, aunque durante en el Mundial de 1986 Bilardo lo hizo jugar de lateral por derecha. También tenía buen fútbol y explosión, con gran vocación ofensiva y salía dando pases con clase y precisión.
En Argentina sólo fue director técnico de Deportivo Mandiyú en torneos de ascenso.

## Vasco
Ha sido internacional con la selección de Argentina, obteniendo el campeonato de 1986 y el subcampeonato de 1990.
Disputó 12 partidos entre los Mundiales de 1986 y 1990, de los cuales no perdió ninguno, ya que en Italia 90, no jugó el partido inaugural frente a Camerún, en el que cayeron 1-0 y tampoco jugó la final de 1990 donde fue suspendido junto con Caniggia, Giusti y Batista en el partido de semifinales contra Italia por una tarjeta amarilla, perdiéndose así la final contra Alemania. Es el jugador argentino que más partidos jugó sin haber perdido nunca.

### Participaciones en Copas del Mundo
| Mundial              | Sede   | Resultado    | PJ |
| -------------------- | ------ | ------------ | -- |
| Copa Mundial de 1982 | España | Segunda fase | 0  |
| Copa Mundial de 1986 | México | Campeón      | 7  |
| Copa Mundial de 1990 | Italia | Subcampeón   | 5  |

## Clubes

### Como jugador
| Club               | País      | Año       |
| ------------------ | --------- | --------- |
| Racing Club        | Argentina | 1976-1981 |
| River Plate        | Argentina | 1981-1984 |
| Boca Juniors       | Argentina | 1985-1986 |
| FC Nantes          | Francia   | 1986-1987 |
| Argentinos Juniors | Argentina | 1987-1988 |
| Racing Club        | Argentina | 1988-1990 |
| Deportivo Mandiyú  | Argentina | 1990-1993 |

### Como entrenador
| Club                         | País      | Año       |
| ---------------------------- | --------- | --------- |
| Deportivo Mandiyú            | Argentina | 1997-1999 |
| Selección Argentina Femenina | Argentina | 2015      |
| Selección Argentina Olímpica | Argentina | 2016      |

## Palmarés

### Campeonatos nacionales
| Título           | Club        | Sede         | Año    |
| ---------------- | ----------- | ------------ | ------ |
| Primera División | River Plate | Buenos Aires | N-1981 |

### Campeonatos internacionales
| Título                 | Club        | Sede           | Año  |
| ---------------------- | ----------- | -------------- | ---- |
| Supercopa Sudamericana | Racing Club | Belo Horizonte | 1988 |

| Título                  | Selección | Sede      | Año  |
| ----------------------- | --------- | --------- | ---- |
| Copa Mundial de la FIFA | Argentina | México DF | 1986 |